# Xaltocan
Xaltocan è stata una città-Stato precolombiana ed un'isola della valle del Messico, situata al centro del lago di Xaltocan che faceva parte di un sistema lacustre che comprendeva anche il lago di Texcoco. Il sito fu originariamente fondato dagli Otomi, ma nel XIV secolo un'alleanza tra Tepanechi e Mexica cacciò gli Otomi dall'isola obbligandoli a trasferirsi a Otumba, Metztitlan e Tlaxcala. L'isola di Xaltocan fu poi ricolonizzata dai popoli di lingua nahuatl.

## Descrizione
Xaltocan è nota per essere stata abitata in età post-classica. Ceramiche ed altri reperti databili a quel periodo sono stati trovati durante gli scavi archeologici effettuati sul posto. Si pensa che sia stato un centro di potere in grado di pretendere il pagamento di tributi dalle altre città-Stato dell'area.
La fondazione di Xaltocan viene descritta in alcuni documento mitico-storici, Historia Tolteca-Chichimeca e Annali di Cuauhtitlan. Secondo gli Anales i Xaltocameca (abitanti di Xaltocan) erano tra le tribù Chichimeche che abbandonarono il mitico luogo d'origine, Aztlán, al seguito di un capo chiamato Quauhtliztac ("Aquila bianca"). L'Historia identifica anche i Xaltocameca come appartenenti al gruppoetnico degli Otomi. In questo documento, scritto da Ixtlilxochitl, il primo capo dei Xaltocameca viene chiamato Iztacquauhtli, che significa sempre "Aquila bianca" in lingua nahuatl. 
Nel XIII secolo Xaltocan fu coinvolta in una lunga guerra con la città-Stato Nahua di Cuautitlán. Xaltocan fu inizialmente la più forte, ma attorno al 1395 il re di Cuauhtitlan, Xaltemoctzin, si alleò con Tezozomoc di Azcapotzalco ed ai suoi tributari, i Mexica di Tenochtitlán, riuscendo infine a conquistare Xaltocan. Gli Otomi fuggirono a nord verso le città otomi di Metztitlan e Tlaxcala, mentre ad altri fu permesso di ricolonizzare le terre di Texcoco nel posto che fu poi chiamato Otumba, "Luogo degli Otomi". 
Nei successivi 100 anni il sito fu ricolonizzato dai popoli Nahua. Dopo che la Triplice alleanza azteca ebbe sconfitto i Tepanechi di Azcapotzalco, Xaltocan divenne sottomessa agli Aztechi, e fu obbligata a pagare tributi a Tenochtitlan, soprattutto sotto forma di coperte tessute. Nel 1521, durante la conquista spagnola, l'esercito di Hernán Cortés razziò Xaltocan bruciandola fino alle fondamenta.